# Vier-Kuppel-Pavillon

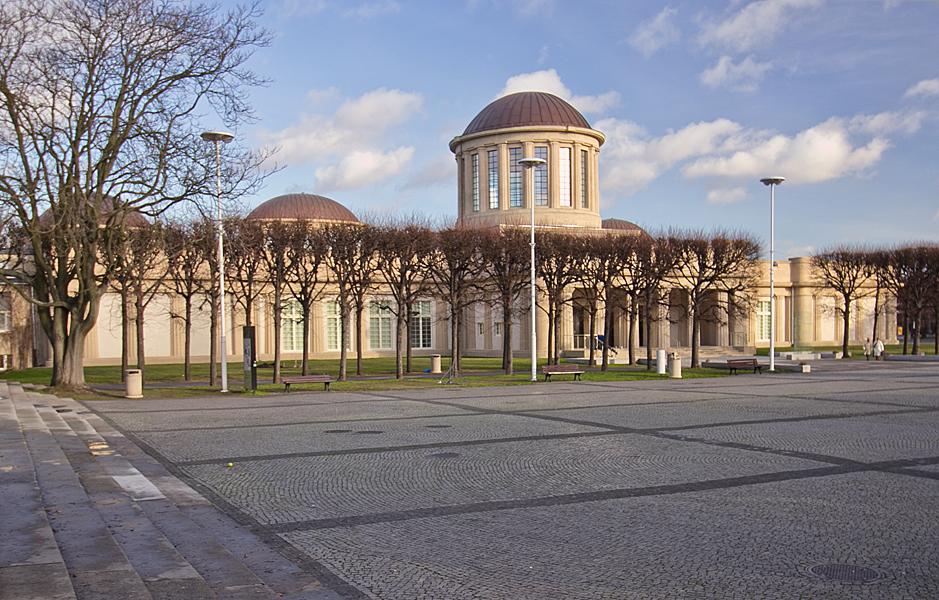
Südansicht

Der Vier-Kuppel-Pavillon (polnisch: Pawilon Czterech Kopuł) ist ein von 1911 bis 1913 errichtetes Ausstellungsgebäude für die Jahrhundertausstellung Breslau 1913, entworfen vom Architekten Hans Poelzig. Seit dem Jahr 2006 gehört das Gebäude zum UNESCO-Weltkulturerbe.
Der auf dem Messegelände unweit der Breslauer Jahrhunderthalle stehende Bau wurde von der Bauunternehmung Schlesische Beton-Baugesellschaft errichtet. Im Innenhof befand sich ein Pallas-Athene-Brunnen, ein gemeinsames Werk des Bildhauers Robert Bednorz und des Architekten Hans Poelzig.
Nach dem Zweiten Weltkrieg diente der Pavillon als Aufnahmehalle des Breslauer Filmunternehmens.
Das nunmehr seit 2006 in der Liste des UNESCO-Weltkulturerbes eingetragene Gebäude wurde im Jahre 2006 dem Breslauer Nationalmuseum als Filiale übergeben, unter Entfernung aller späteren Umbauten im ursprünglichen Zustand wiederhergestellt und als Museum für zeitgenössische Kunst am 25. Juni 2016 im Pavillon eröffnet.